# Schwärmerei
Schwärmerei kann eine persönliche Neigung zum Enthusiasmus ansprechen, in einem engeren Sinne insbesondere Neigungen, denen Wirklichkeitsnähe beziehungsweise Ernsthaftigkeit abgesprochen wird. 
Das zugrundeliegende Verb schwärmen ist im Deutschen seit dem 11. Jahrhundert belegt (mhd. swarmen, swermen, ahd. swermen). Zunächst war es vor allem auf das Schwarmverhalten der Bienen bezogen (vgl. Schwarmtrieb).
Im 16. Jahrhundert werden in diesem Zusammenhang die Begriffe Schwärmer und Schwarmgeister (bei Luther Schwermgeister) geprägt. Mit diesem abwertenden Begriff wurden überwiegend Spiritualisten wie Andreas Bodenstein (genannt Karlstadt) oder Sebastian Franck belegt. Vor diesem Hintergrund entwickelt schwärmen später die Bedeutung „sich auf wirklichkeitsferne Weise für etwas begeistern“. Der Schwärmer wird zum „begeisterten Phantasten“.
Noch jünger ist die Übertragung auf Personen, im Sinne von jemanden „schwärmerisch verehren“. Hieraus leitet sich auch die heutige Nebenbedeutung von Schwarm als „Liebhaberei“ oder „Geliebte(r)“ ab. Schwärmerei wird auch als eine weniger intensive Form der Verliebtheit bezeichnet.